# Wijken en buurten in Steenbergen
De Nederlandse gemeente Steenbergen is voor statistische doeleinden onderverdeeld in wijken en buurten. De gemeente is verdeeld in de volgende statistische wijken:
- Wijk 00 Steenbergen (CBS-wijkcode:085100)
- Wijk 01 Kruisland (CBS-wijkcode:085101)
- Wijk 02 De Heen (CBS-wijkcode:085102)
- Wijk 03 Dinteloord (CBS-wijkcode:085103)
- Wijk 04 Nieuw-Vossemeer (CBS-wijkcode:085104)

Een statistische wijk kan bestaan uit meerdere buurten. Onderstaande tabel geeft de buurtindeling met kentallen volgens het Centraal Bureau voor de Statistiek (2021):
| CBS-buurtcode | Buurtnaam                                       | Inwonertal | Opp. totaal (ha) | Opp. land (ha) | Ligging                |
| ------------- | ----------------------------------------------- | ---------- | ---------------- | -------------- | ---------------------- |
| BU08510000    | Steenbergen-Centrum                             | 3895       | 149              | 144            | Locatie in de gemeente |
| BU08510001    | Welberg                                         | 1720       | 75               | 74             | Locatie in de gemeente |
| BU08510002    | Steenbergen-Zuid                                | 3870       | 123              | 122            | Locatie in de gemeente |
| BU08510003    | Steenbergen-Noord                               | 2730       | 84               | 81             | Locatie in de gemeente |
| BU08510004    | Industrieterrein Reinierpolder                  | 50         | 40               | 40             | Locatie in de gemeente |
| BU08510007    | Graaf Hendrik- en Triangelpolder                | 180        | 602              | 576            | Locatie in de gemeente |
| BU08510008    | Westelijke polders                              | 605        | 1386             | 1383           | Locatie in de gemeente |
| BU08510009    | Het Oudland                                     | 280        | 848              | 838            | Locatie in de gemeente |
| BU08510100    | Kruisland                                       | 1830       | 175              | 175            | Locatie in de gemeente |
| BU08510109    | Kruislandse polders                             | 575        | 3120             | 3078           | Locatie in de gemeente |
| BU08510200    | De Heen                                         | 410        | 43               | 43             | Locatie in de gemeente |
| BU08510209    | Heense polders                                  | 135        | 1708             | 1639           | Locatie in de gemeente |
| BU08510300    | Dinteloord                                      | 5265       | 259              | 250            | Locatie in de gemeente |
| BU08510301    | Boompjesdijk                                    | 115        | 89               | 89             | Locatie in de gemeente |
| BU08510308    | Verspreide huizen in het Oosten                 | 145        | 2361             | 2262           | Locatie in de gemeente |
| BU08510309    | Verspreide huizen in het Westen                 | 205        | 2281             | 2240           | Locatie in de gemeente |
| BU08510400    | Nieuw-Vossemeer                                 | 1960       | 88               | 86             | Locatie in de gemeente |
| BU08510409    | Verspreide huizen waaronder Pelsendijk en Rolaf | 300        | 1638             | 1540           | Locatie in de gemeente |